# Casarota do Fusiño
La Casarota do Fusiño est un dolmen situé dans la paroisse de Santiago de Lampón de la commune de Boiro, dans la province de La Corogne, en Galice, en Espagne.

## Description
Le dolmen était recouvert à l'origine par un tumulus mesurant environ 21 m de long sur 16 m de large, dont il reste des vestiges atteignant par endroits 1,40 m de hauteur.
Le dolmen comporte encore onze orthostates qui précédaient et entouraient une chambre funéraire de forme polygonale. La dalle de couverture est tombée au sol. Avec l'Arca do Barbanza et la Casota do Páramo, il s'agit de l'un des trois plus grands dolmens de la région.

## Protection
Le dolmen a été déclaré Bien d'intérêt culturel en 2011.

## Tourisme
Étant un peu isolé des autres, il n'a pas été inclus dans la Ruta das Mámoas qui relie 13 autres sites mégalithiques de la région.